# 3182 Shimanto
3182 Shimanto је астероид главног астероидног појаса чија средња удаљеност од Сунца износи 2,613 астрономских јединица (АЈ).
Апсолутна магнитуда астероида је 12,2.